# Оркаш (озеро)
Орка́ш (Уркаш, каз. Орқаш) — солёное озеро в южной части Камыстинского района Костанайской области Казахстана. Находится примерно в 20 км к востоку от села Уркаш.
По данным на 1960 год, площадь поверхности озера составляла 19 км², наибольшая длина — 6 км, наибольшая ширина — 4 км, длина береговой линии — 18 км. По сведениям 1998 года, площадь поверхности озера составляет 16,34 км², длина — 5,9 км, ширина — 3,8 км, длина береговой линии — 18,7 км. Озеро расположено на высоте 202 м над уровнем моря. С юго-восточной стороны в озеро впадает солёная река Сарыбалкаш.
С XIX века велась добыча соли.